# Jacob Andries van Braam

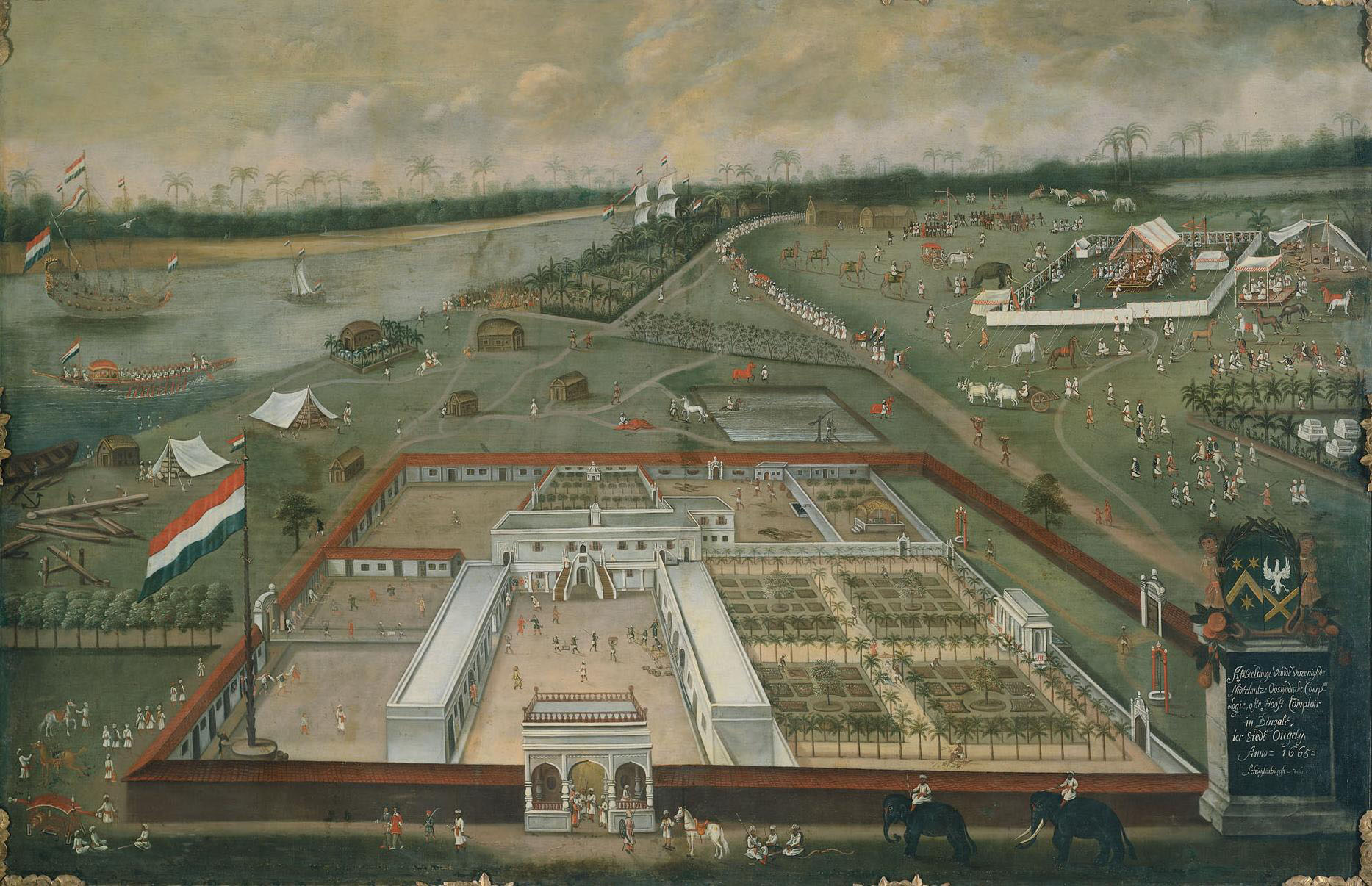
De Nederlandse V.O.C.-vestiging in Hoegly (Bengalen) (Hendrik van Schuylenburgh, 1665).

Jacob Andries van Braam (Chin-Surah, Bengalen, 26 januari 1771 – Batavia, 12 mei 1820) was een Nederlandse koopman in dienst van de VOC en vanaf 1800 bestuurder en lid van de Raad van Indië in Nederlands-Indië.

## Jeugd
Hij was telg van het geslacht Van Braam en een zoon van vice-admiraal van Holland en West-Friesland Jacob Pieter van Braam (1737-1803) en Ursula Martha Feith (1751-1780) en huwde in 1800 met Ambrosina Wilhelmina van Rijck (1785-1864); ze kregen 4 kinderen. Toen Jacob Andries werd geboren was zijn vader equipagemeester in de VOC-factorij Chinsura (ook wel Hooghly genoemd) in Bengalen, en was verantwoordelijk voor de uitrusting van de factorij. Hij was in 1764 in Batavia met zijn moeder Ursula getrouwd. Zij was in Cochin geboren, waar haar vader voor de VOC werkte. Jacob Pieter keerde met zijn gezin in 1776 via Batavia terug naar de Republiek met het schip de Jonge Lieve. Jacob Andries trad op 25 november 1788 in dienst van de VOC als 'Boekhouder ten dienst van de Chinasen Handel' en reisde met de Christoffel Columbus naar Batavia, waar het schip op 25 juli 1789 aankwam. Van daar werd hij in de handelspost in Kanton geplaatst. Zijn oom Andreas van Braam Houckgeest was daar vanaf 1790 directeur. In januari 1792 keerde hij weer terug met de Blitterswijk, die op 10 juli bij fort Rammekens arriveerde. Op 15 januari 1793 ging hij nogmaals in dezelfde functie naar China, weer met de Christoffel Columbus, die op 16 augustus in Batavia aankwam.

## De ambassade naar Peking
In Kanton vatte hij zijn baan als boekhouder weer op. In 1794 nam hij deel aan het gezantschap van Isaac Titsingh en zijn oom Andreas naar Peking, om de Mantsjoekeizer Qianlong namens de VOC geluk te wensen met zijn 60-jarig jubileum. Zijn oom had hem graag als Titsinghs secretaris gezien maar Titsingh wilde geen tweede Van Braam zo dicht op zijn zaken hebben, dus ging hij mee als gezelschap en assistent. Secretaris werd een andere jongeling: Reynier Dozy, jongere broer van de opperkoopman Roelof Dozy. Het werd een tamelijk barre tocht door een winters landschap, maar op 12 januari 1795 ontmoette Jacob in het gevolg van Titsingh en zijn oom de keizer in zijn paleis, en schaatsten hij en Reynier met een groep Chinezen op de bevroren vijver van de paleistuin. Op de 19e ontmoette Jacob de keizer nog een keer toen hij met zijn oom meeging als vervanger van de zieke Titsingh. Ze kregen daarna een unieke rondleiding door de privévertrekken van het paleis. Het viel hen op dat de aan de buitenkant schitterende gebouwen van binnen vaak kleine, armoedig kamers hadden.

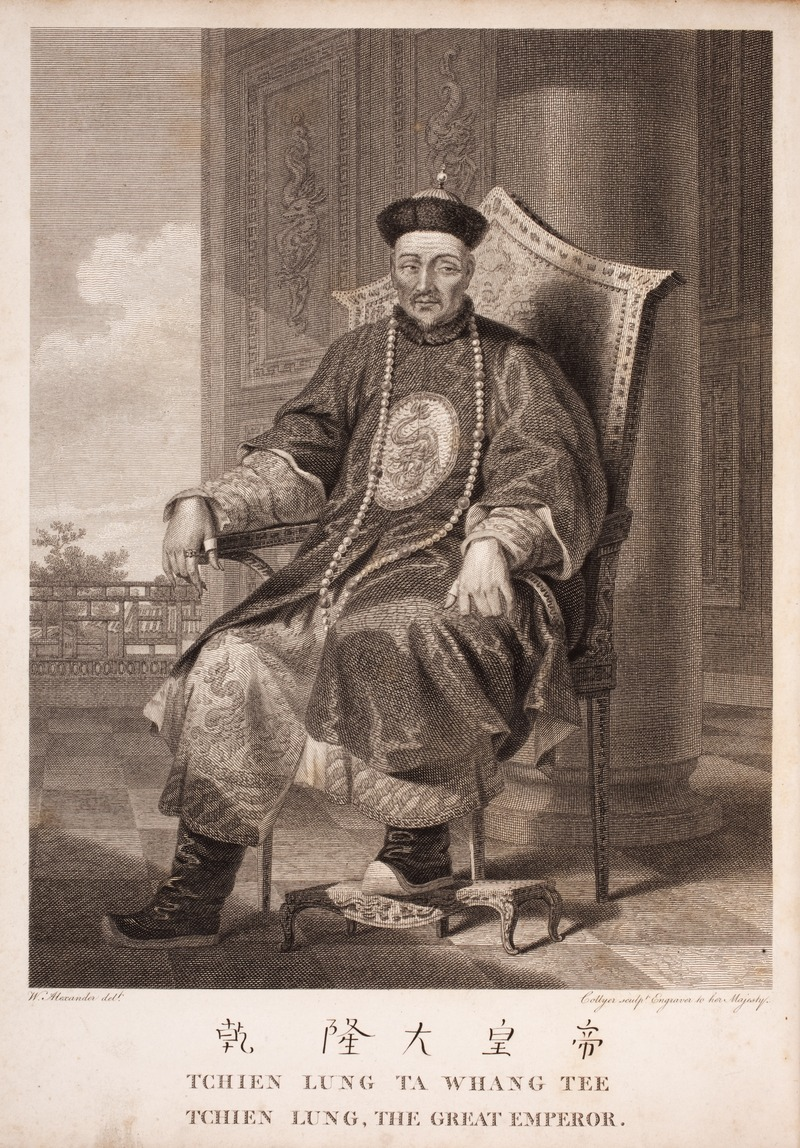
Keizer Qianlong in 1793.

Het gezantschap was een succes. Andreas van Braam schreef later dat de keizer vond dat de gezanten 'honderdmaal beter zijn dan de Engelsen', hoewel hij zich wel afvroeg 'wat dergelijke flatteuse louanges meer inhouden!'. Er kon aan de ambassade echter geen gevolg worden gegeven want na terugkomst in Kanton bleek het Franse revolutionaire leger de Republiek bezet te hebben en hadden de Britten op veel plekken in Azië VOC-vestigingen overgenomen met een beroep op de Brieven van Kew, om te voorkomen dat de Fransen zich er meester van zouden maken. De handel van de VOC stortte toen in. Ook het kantoor in Kanton kwam in financiële problemen en er viel weinig meer te doen. Eind 1799 werd de VOC failliet verklaard, en op 1 januari 1800 gingen alle VOC-werknemers over in dienst van de staat: de nieuwe Bataafse Republiek. Van Braam vertrok toen naar Batavia. Daar werd hij sjahbandar en licentmeester, en een paar jaar later ook commandant van het 'korps pennisten'.

## Bestuurswisselingen in Batavia

### Daendels
In 1806 verving Napoleon de Bataafse Republiek door het Koninkrijk Holland, met zijn broer Lodewijk als koning. Omdat Napoleon wilde voorkomen dat ook Nederlands-Indië in handen van de Britten zou vallen werd de 'ijzeren maarschalk' Herman Willem Daendels als gouverneur-generaal aangesteld, met admiraal Arnold Adriaan Buyskes als tweede man. In 1808 verscheen hij in Batavia. Hij nam velerlei militaire maatregelen en voerde hervormingen door gericht op vervanging van het VOC-bestuur, dat gebaseerd was op diplomatieke relaties die onderhouden werden door vertegenwoordigers (residenten) bij de inheemse regenten (de bupati's). In plaats daarvan kwam er een efficiënter, gecentraliseerd bestuur. De voormalige VOC-gebieden werden naar Frans model opgedeeld in negen prefecturen, bestuurd door prefecten, later toch weer residenten genoemd, die direct onder de gouverneur-generaal vielen. De regenten verloren hun feodale status en werden ambtenaren. Van Braam werd door Daendels benoemd tot resident aan het hof van soenan Pakoeboewono IV van Soerakarta. In 1810 ondernam hij van daar een missie naar Djokjakarta in een poging de conflicten tussen de beide zogeheten vorstenlanden op te lossen, wat niet goed lukte. Uiteindelijk trok Daendels met 3000 man naar Djokja en dwong de sultan, Hamengkoeboewono II, tot aftreden ten gunste van zijn oudste zoon. Het optreden van Daendels zette kwaad bloed bij beide vorsten, wat in 1825 zou blijken bij het uitbreken van de Java oorlog.

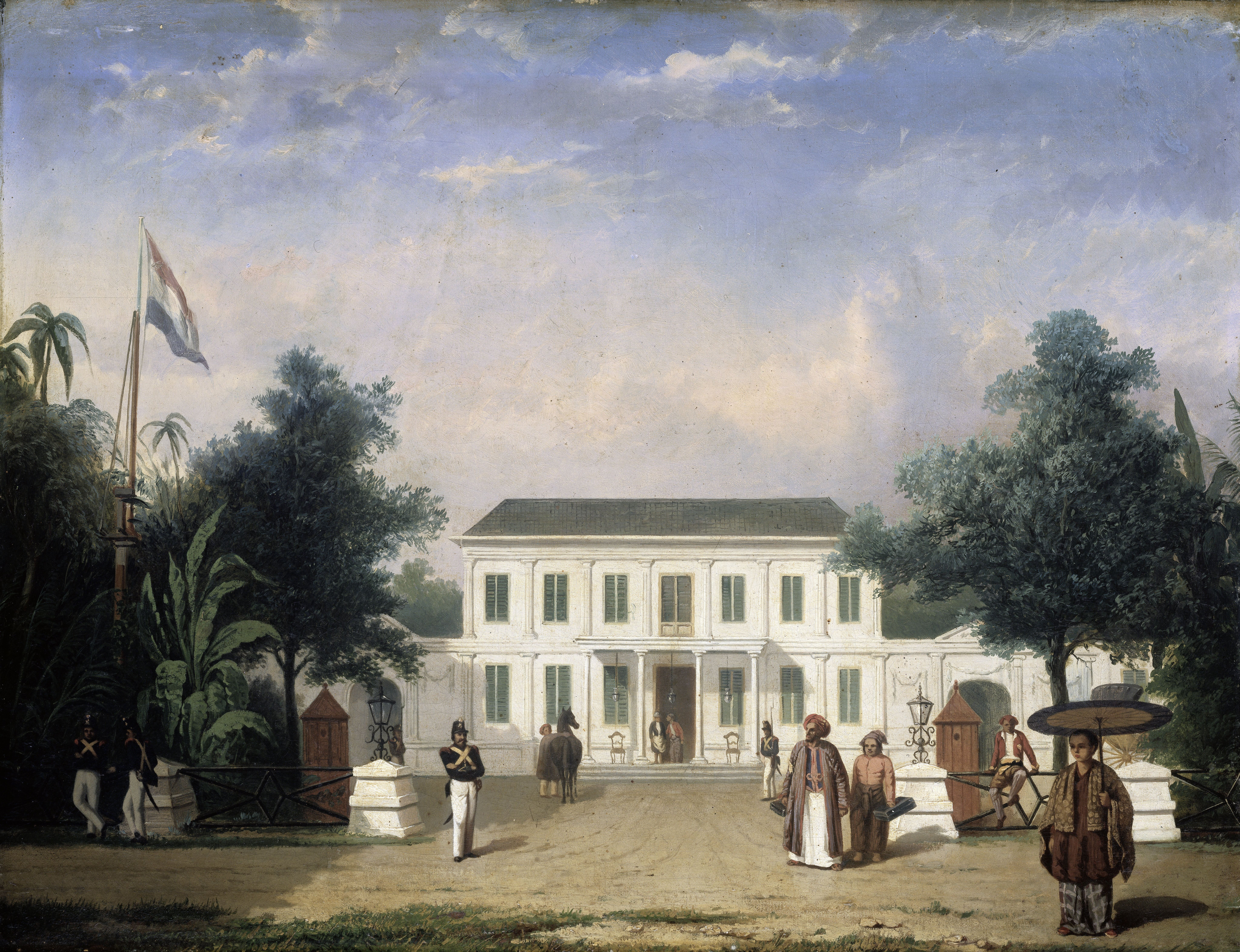
Het huis op Rijswijk dat Van Braam liet bouwen. Schilderij van ca. 1840.

In 1809 benoemde Daendels Van Braam tot president van de Raad van Indië, als opvolger van de uit onvrede vertrokken Buyskes. Deze raad had niet meer de status die hij onder de VOC had, toen hij als Hoge Regering bekend stond. Hij was door Daendels op instructie van Lodewijk Napoleon gedegradeerd tot een adviesorgaan van de gouverneur-generaal. Daendels wees Van Braam ook aan als zijn ad interim opvolger indien hij mocht komen te overlijden. Ondanks dat Daendels meestal zijn best deed om de oude Indische VOC-elite weg te krijgen konden hij en Van Braam het goed met elkaar vinden. Daendels dochter Petronella trouwde in 1812 in Parijs met Van Braams jongere broer Willem Charles. Van Braam liet in deze jaren een riant huis bouwen in Rijswijk, aan de noordzijde van het Koningsplein, zoals enkele jaren later werd geoordeeld 'bijzonderlijk voor een Gouverneur-Generaal geschikt' Daendels en Van Braam werden er later beide van beschuldigd zich verrijkt te hebben. Na zijn overlijden werd het huis in 1821 aangekocht door het gouvernement en fungeerde het als paleis van de gouverneur-generaal. Het werd toen Paleis Rijswijk genoemd. In 1848 werd de bouwvallige bovenverdieping vervangen en kreeg het bijgebouwen en een zuilengalerij. Sinds de soevereiniteitsoverdracht aan Indonesië eind 1949 wordt het Istana Negara (Staatspaleis) genoemd.

### Raffles

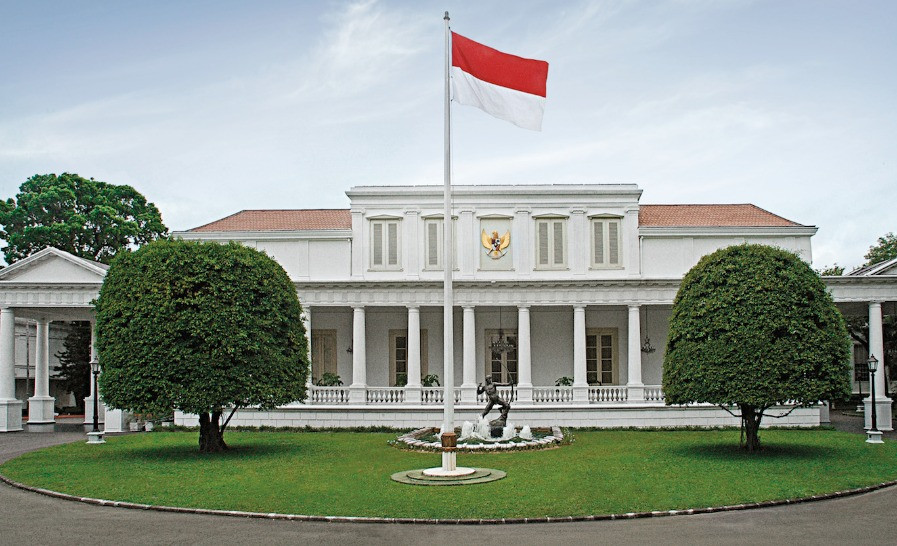
Het huidige Istana Negara aan Jalan Veteran (vroeger Rijswijk).

In 1810 werd het Koninkrijk Holland bij Frankrijk ingelijfd. Napoleon riep Daendels terug. Zijn vervanger Jan Willem Janssens nam in mei het gezag over. Van Braams benoeming als president van de Raad van Indië werd toen ingetrokken en hij werd weer resident in Soerakarta. De Britten, die in 1801 al plannen hadden om Java over te nemen maar toen prioriteit gaven aan het verjagen van Napoleon uit Egypte, verschenen in augustus 1811 alsnog met een invasievloot van 100 schepen en 12000 man landingstroepen onder Lord Minto voor Batavia, dat zonder veel moeite werd ingenomen. In enkele maanden hadden de Britten Java onder controle. Op 17 september tekende Janssens de capitulatie. Thomas Raffles werd luitenant-gouverneur. Hij voerde de centralisatie verder door en begon een economische reorganisatie naar het voorbeeld van het Britse bestuur in Bengalen, dat gebaseerd was op algemene belastingheffing op basis van vrije verbouw van boeren (het landrentestelsel) in plaats van op leveranties van gevraagde producten voor de internationale markt. De macht van de regenten werd nog verder ingeperkt. In juni 1812 werd de kraton van Djokjakarta door Britse troepen bestormd en geplunderd. De op de troon teruggekeerde Hamengkoeboewono II werd weer vervangen door zijn zoon en nu naar Penang verbannen.
Op 11 november 1811 moest Van Braam zijn positie van resident van Soerakarta overdragen aan de Brit Alexander Adams. Hij hield zich daarna bezig met handel, sommigen zeiden smokkel, en vertrok naar Londen om door hem en anderen geleden financiële schade vergoed te krijgen, maar zonder veel succes. In februari 1814 was hij weer in Batavia, waar hij in maart een bal gaf in zijn huis te Rijswijk. Raffles was inmiddels zijn buurman. Hij had in 1811 als zijn privéwoning het huis ernaast gekocht, het latere Hotel der Nederlanden. In oktober 1815 vertrok Van Braam weer naar Londen.

### Van der Capellen
Nadat Napoleon verslagen was kwam op basis van het Verdrag van London van 1814 Nederlands-Indië weer in Nederlandse handen en moest Raffles het veld ruimen. Voor zijn opvolging dienden zowel Dirk van Hogendorp, Daendels en Janssens zich aan maar werden alle drie door koning Willem I gepasseerd. In plaats daarvan vond op 19 augustus 1816 de overdracht plaats aan drie commissarissen-generaal (meestal C.C.G.G. genoemd), te weten Cornelis Elout, Arnold Buyskes en de beoogde nieuwe gouverneur-generaal Godert van der Capellen. De commissie-generaal moest in Indië de basis leggen voor een verlicht koloniaal bestuur, met staats- en algemeen belang nastrevende ambtenaren in plaats van kooplieden in dienst van een handelsmaatschappij. Besloten werd het landrentestelsel te handhaven maar het directe bestuur weer te vervangen door een indirect bestuur, maar nu met de residenten en de regenten in een oudere broer - jongere broer relatie. Van der Capellen huurde voor hem en zijn vrouw het onbewoonde huis van Van Braam. Deze vertrok begin 1816 uit Londen naar Nederland, en vroeg daar de koning om gezien zijn jarenlange verdiensten weer in functie in Indië geplaatst te mogen worden. Dit werd toegestaan. In maart 1817 was hij met zijn vrouw en drie dochters weer in Batavia, maar nu slechts als Oost-Indisch ambtenaar eerste klasse, 'ofschoon Heeren Kommissarissen Generaal bij aankomst van den Heer van Braam als ambtenaar zich misschien eenigzins geëmbarasseerd zullen vinden om denzelven, overeenkomstig zijnen voorheen aldaar bekleeden aanzienlijken rang, convenabel te plaatsen', zo werd vanuit Nederland geschreven.
De commissarissen-generaal en de uit Nederland meegekomen bestuursambtenaren kenden Indië niet of nauwelijks. Elout en Van der Capellen waren er nog nooit geweest. Over de tussenperiode van Daendels en Raffles was weinig bekend. Veel van hun beleidswijzigingen bleken vooral op papier te bestaan en in de praktijk niet te zijn uitgevoerd en slecht te zijn gedocumenteerd. Er was daarom veel behoefte aan informatie, maar de ‘oudgasten’ van de VOC, zoals Van Braam, werden niet zo vertrouwd. De meesten van hen geloofden niet dat Europese liberalisering in de traditionele samenleving van Indië te realiseren was.

## Commissaris voor de terugneming der Hindostansche factorijen

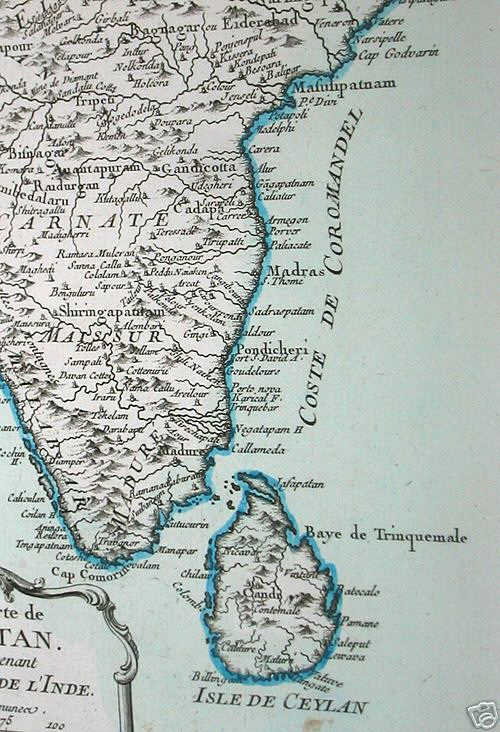
De kust van Coromandel in India.

Na enkele tijdelijke banen (lid van de Adviserende Commissie en superintendent van de Bataviase weeskamer) werd hij door de C.C.G.G. op 28 juni benoemd tot commissaris om namens Nederland de Britse overdracht van de bezittingen van de VOC in Bengalen en aan de Coromandelkust van India te regelen, 'als zijnde op de hoogte van de vroegere toestanden in Vóór-Indië en persoonlijk met lord Moira bekend'. Al deze vestigingen waren in 1795 door de Britten ingenomen om ze uit handen van de Fransen te houden.
Van Braam vertrok ziek van Batavia, maar schreef: 'Het smert mij ten uijttersten, dat mijne indispositie mij gepriveerd heeft, Uwe Excellentiën overeen en andere poincten mondeling te kunnen onderhouden; dit maakt mijne taak moeijelijker. Uwe Excellentiën gelieven zich echter overtuygd te houden dat ik al mijn vermogen zal aanwenden, om aan de mij opgedragen last, en aan het in mij gesteld vertrouwen behoorlijk te voldoen'. Eind augustus in Calcutta aangekomen nam hij van de Britten op 15 september zijn geboorteplaats Chinsura in ontvangst, dat hij overdroeg aan Daniël Antonie Overbeek. Bij gebrek aan transport kocht hij ter plaatse voor de regering een 'ten volle geacheveerde oorlogsbrik'. Hij noemde het schip de Prins van Oranje, en zeilde er in december mee naar Madras aan de Coromandelkust. Op 31 maart 1818 vond in Sadras de officiële overdracht plaats aan het nieuwe opperhoofd Francis Casparus Regel. Op 13 mei werd nog het zuidelijke Tuticorin overgedragen aan de resident Pieter van Spall. Op 31 mei vertrok Van Braam met de Prins van Oranje via Penang en Malakka weer naar Batavia, waar hij 11 juli aankwam. In augustus schreef hij zijn rapporten, waarin hij aangaf dat vooral de vestigingen aan de Coromandelkust geen toekomst meer hadden. Ze waren door de Britten geruïneerd en de handel in de lokaal geproduceerde textiel kreeg steeds meer concurrentie vanuit Europa.

## Opnieuw in de Raad van Indië
16 januari 1819 droeg de commissaris-generaal Elout het bestuur van Nederlands-Indië over aan gouverneur-generaal Van der Capellen en een vier leden tellende Raad van Indië, waaronder Van Braam. De andere drie waren Petrus Chassé, Herman Muntinghe en Reynier d'Ozy, daarvoor secretaris van de C.C.G.G. en ooit, als Reynier Dozy, reisgenoot van Van Braam in de ambassade naar China. Lang heeft dit niet geduurd. Ruim een jaar later overleed Van Braam op 49-jarige leeftijd op 12 mei 1820. Hij werd opgevolgd door Hendrik Jan van de Graaff, zoon van Willem Jacob van de Graaff.
Zijn vrouw hertrouwde op 1 augustus 1821 met de Ierse Joseph Drury, kapitein in de Royal Navy, die na afloop van het Britse bestuur op Java bleef wonen. Zij stierf in 1864. Zijn oudste dochter Ursula Susanna, op 6 april 1801 geboren in Batavia, trouwde eerst met de koopman Casparus P. Jutting van de firma Smulders en Jutting, en na diens dood, op 24 Juli 1833 met Jean Chrétien Baud, toen net gouverneur-generaal ad interim geworden. Ursula stierf op 31 augustus 1884 in Den Haag.